# Associated Film Distribution
Associated Film Distribution, ook gekend als A.F.D., was een Britse filmdistributeur opgericht in 1978 met als doel films geproduceerd door EMI Films en ITC Entertainment op de Amerikaanse en Canadese markt te verspreiden. Het bedrijf werd in 1981 ontbonden en de filmrechten van hun films - eveneens van toekomstig geplande projecten - gingen naar Universal Pictures. A.F.D. had een noemenswaardig succes: The Muppet Movie.

## Filmografie
Deze lijst is mogelijk niet volledig

### Uitgebracht door A.F.D.
- The Story of Maria Callas
- Cafe Society
- The Wife
- Saturn 3
- The Muppet Movie
- Escape to Athena
- Firepower
- Blood Feud
- Raise the Titanic
- The Legend of the Lone Ranger
- Eleanor Roosevelt's Niggers
- Green Ice
- The Gemini Contenders
- The Scarlatti Inheritance
- Trans Siberian Express

### Uitgebracht door Universal Pictures
- The Legend of the Lone Ranger
- The Great Muppet Caper
- Honky Tonk Freeway
- On Golden Pond
- Barbarosa
- Evil Under the Sun
- Frances
- Sophie's Choice
- The Dark Crystal
- Second Thoughts
- Bad Boys
- Tender Mercies
- Cross Creek
- Slayground